# 聖岩寺
聖岩寺（せいがんじ）は、埼玉県東秩父村安戸にある曹洞宗の寺院である。

## 歴史
1560年代に開山したとされる古刹。本堂は200年ほど前に建て替えられたが、後述する火災事件で焼失した。

## 文化財
徳川家光ら将軍の押印がある古文書が9通ある。これらは山門の額とあわせて東秩父村が指定する有形文化財である。

## 事件
2009年11月5日の夜、寺が全焼する事件が発生したが、小川警察署は同寺の元住職の男を非現住建造物等放火容疑で逮捕した（男は容疑を否認している）。火災前日までに元住職は火災保険に契約し、古文書や檀家記録、家財などを親族のもとへ移していたことなどが判明しているほか、火災翌日に保険会社へ連絡していることから、詐欺未遂の可能性も出ている。なお、2006年1月30日の夜にも、寺敷地内の住宅一部が火事で焼けている。
元住職の男は、火災より前の同年9月23日に、小川町のスナック店前で他の客に暴行を加えた容疑で逮捕されている。この時点では住職として報道されているため、暴行事件と火災との間に職を辞したと思われる。

## 周辺
以下の神社仏閣がある。
- 能気神社
- 上品寺
- 天神社